# Rote Flüh
Rote Flüh är en bergstopp i Österrike.   Den ligger i distriktet Reutte och förbundslandet Tyrolen, i den västra delen av landet, 400 km väster om huvudstaden Wien. Toppen på Rote Flüh är 2 108 meter över havet, eller 232 meter över den omgivande terrängen. Bredden vid basen är 0,26 km. Rote Flüh ingår i Tannheimer Gebirge.
Terrängen runt Rote Flüh är bergig åt sydost, men åt nordväst är den kuperad. Runt Rote Flüh är det ganska glesbefolkat, med 26 invånare per kvadratkilometer.. Närmaste större samhälle är Reutte, 8,9 km öster om Rote Flüh. 
I omgivningarna runt Rote Flüh växer i huvudsak blandskog.